# Heteromeringia fumipennis
Heteromeringia fumipennis är en tvåvingeart som beskrevs av Axel Leonard Melander och Argo 1924. Heteromeringia fumipennis ingår i släktet Heteromeringia och familjen träflugor. Inga underarter finns listade i Catalogue of Life.